# Gissey-le-Vieil
 Gissey-le-Vieil  là một xã ở tỉnh Côte-d’Or trong vùng Bourgogne-Franche-Comté, phía đông nước Pháp. Xã Gissey-le-Vieil nằm ở khu vực có độ cao trung bình 349 mét trên mực nước biển.